# محوطه یانخ
محوطه یانخ مربوط به سده‌های اولیه دوران‌های تاریخی پس از اسلام است و در شهرستان نیر، بخش کورائیم، دهستان یورتچی غربی، روستای برجلو واقع شده و این اثر در تاریخ ۲۷ بهمن ۱۳۸۷ با شمارهٔ ثبت ۲۴۵۴۸ به‌عنوان یکی از آثار ملی ایران به ثبت رسیده است.